# Wasserung
Wasserung ist die Landung mit einem Wasserflugzeug, Flugboot oder Raumfahrzeug auf einem Ozean, Fluss oder See. Eine Notlandung normaler Flugzeuge auf einer Wasseroberfläche wird als „Notwasserung“ bezeichnet.
In den ersten zwei Jahrzehnten der bemannten Raumfahrt landeten insbesondere US-amerikanische Raumfahrzeuge auf dem Wasser im Pazifik oder Atlantik und wurden dann von Helikoptern geborgen. Dabei handelte es sich um die Raumschiffe des Mercury-, Gemini- und Apollo-Programms.
Das Verfahren wurde in jüngerer Zeit wiederbelebt: Die von dem Privatunternehmen SpaceX gestartete Raumfähre Dragon wasserte erstmals am 8. Dezember 2010 im Pazifischen Ozean. Auch das Orion-Raumschiff des Artemis-Mondprogramms kehrt per Wasserung auf die Erde zurück.

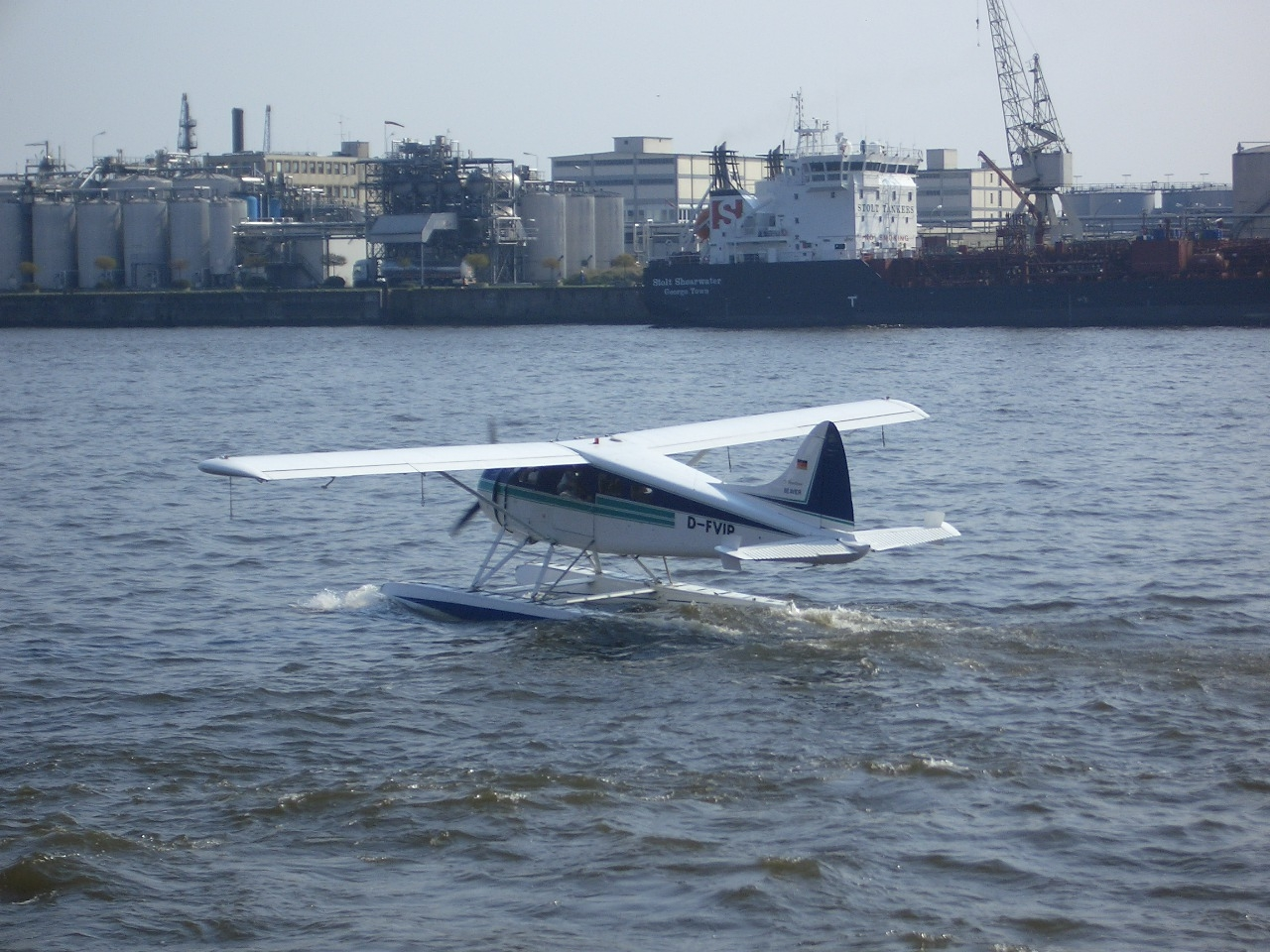
Wasserflugzeug im Hamburger Hafen
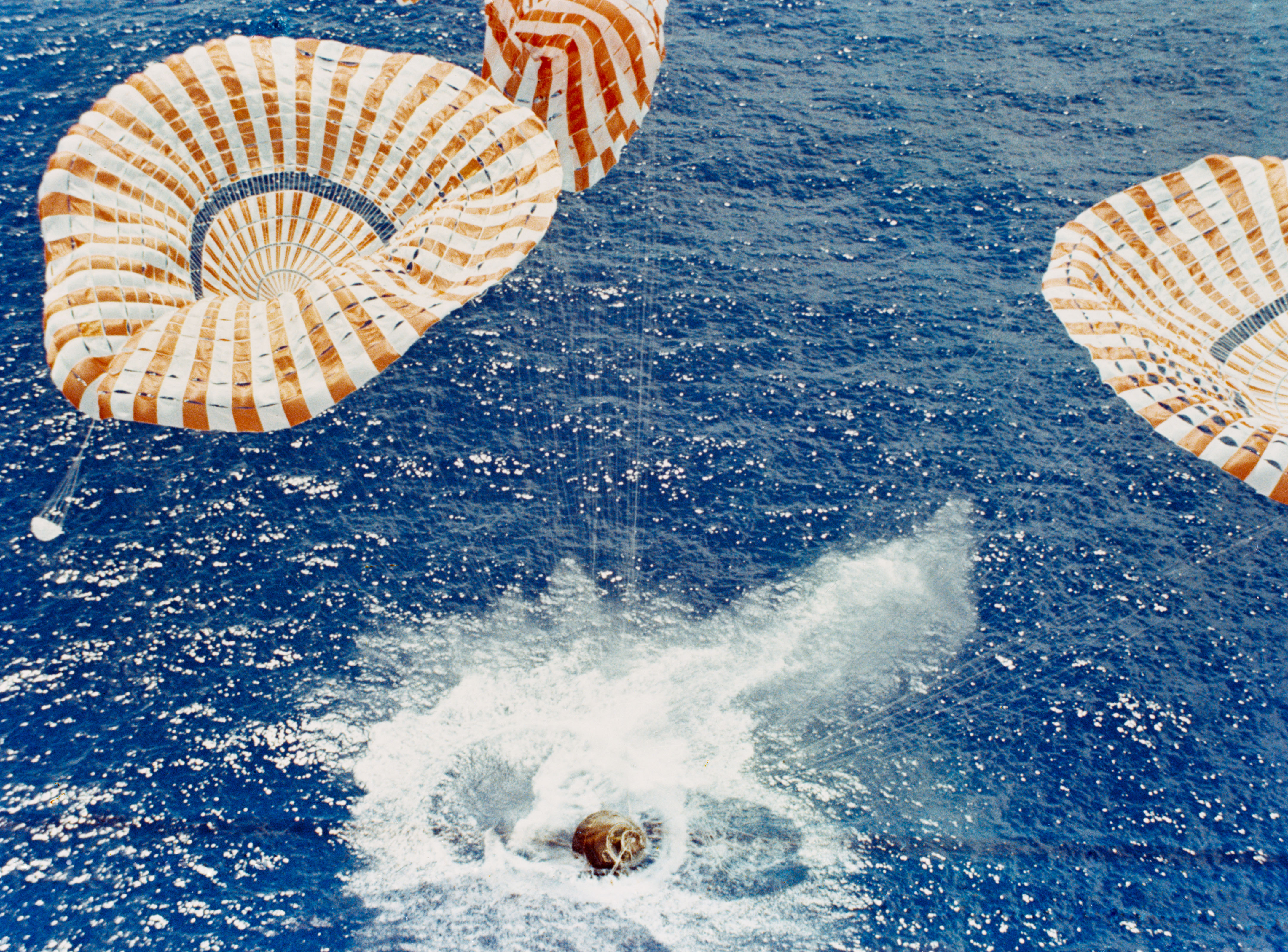
Wasserung eines Apollo-Kommandomoduls (August 1971)
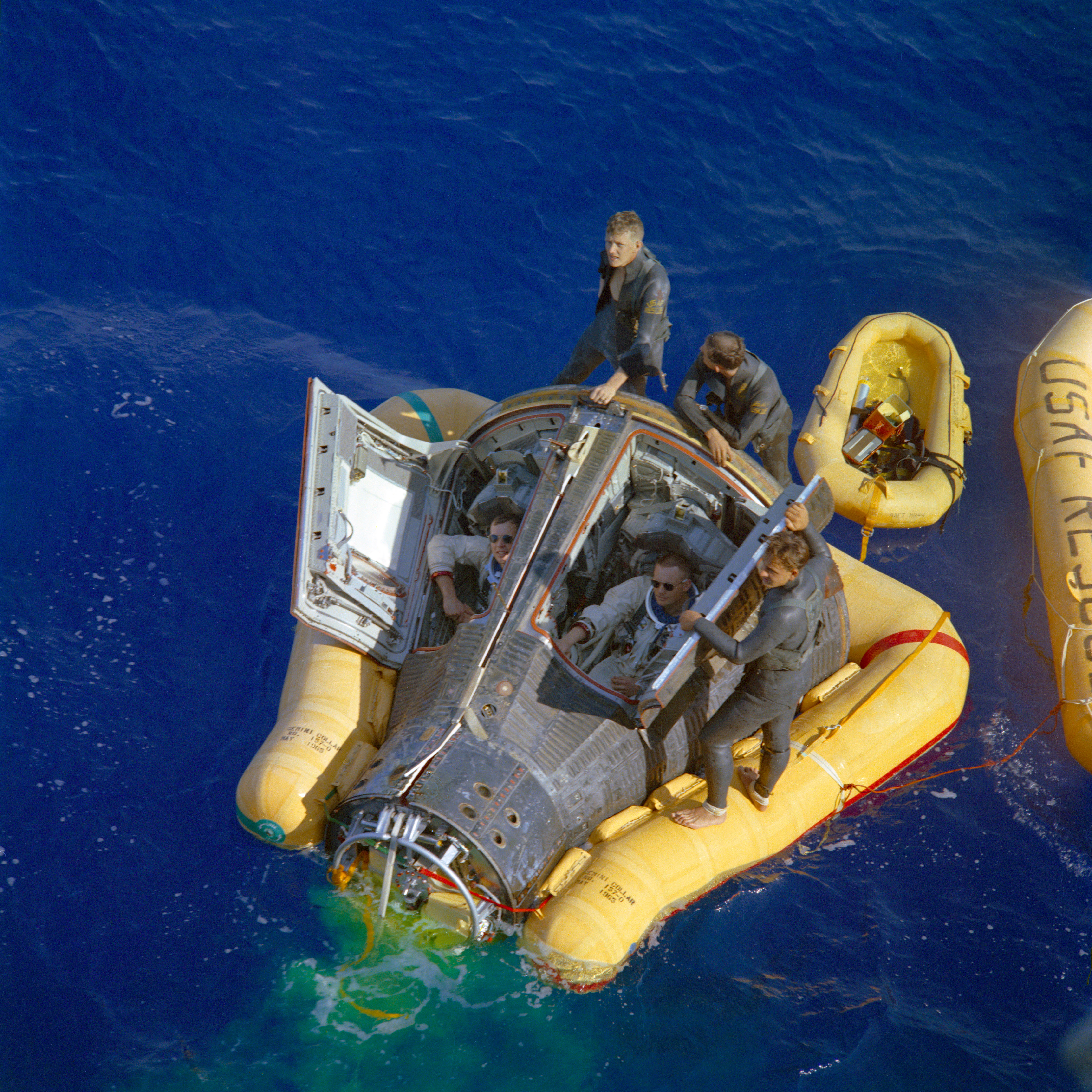
Die US-Astronauten Neil Armstrong und David Scott im Raumschiff Gemini 8 nach ihrer Wasserung im Pazifik im März 1966
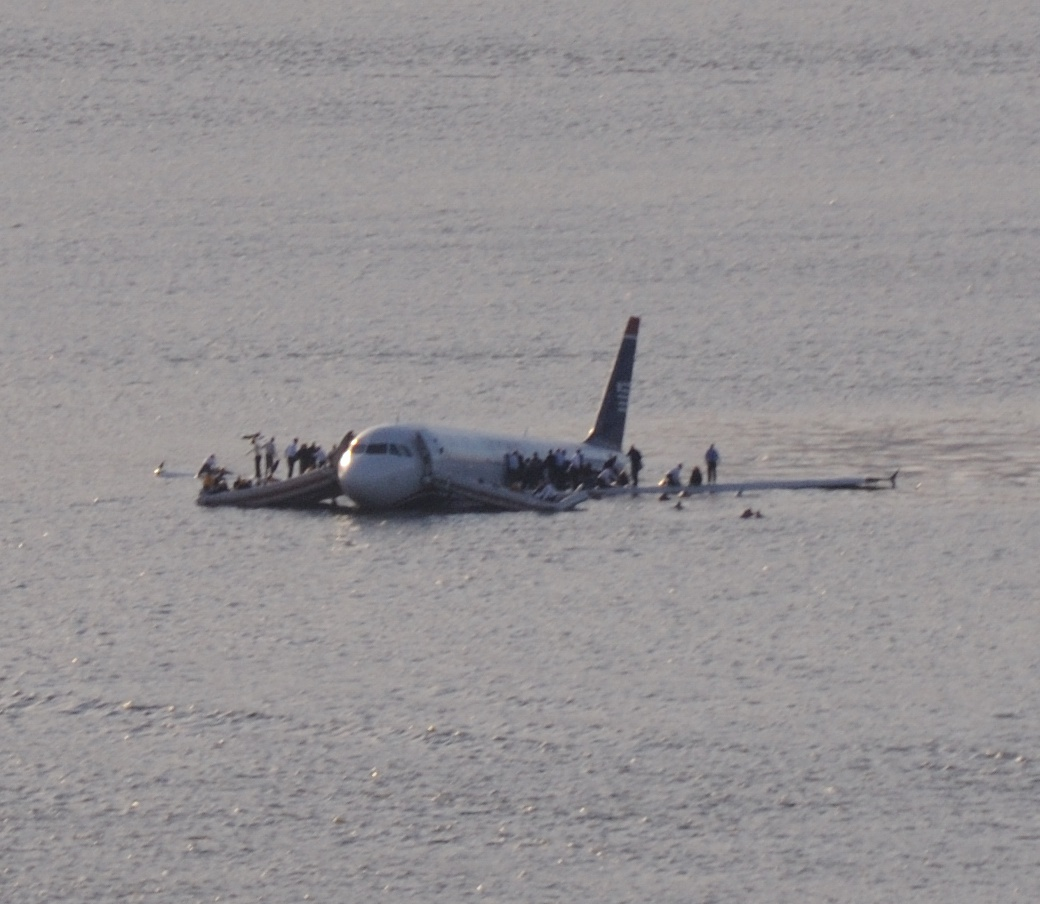
Notwasserung von US-Airways-Flug 1549 im Hudson River bei New York City (Januar 2009)
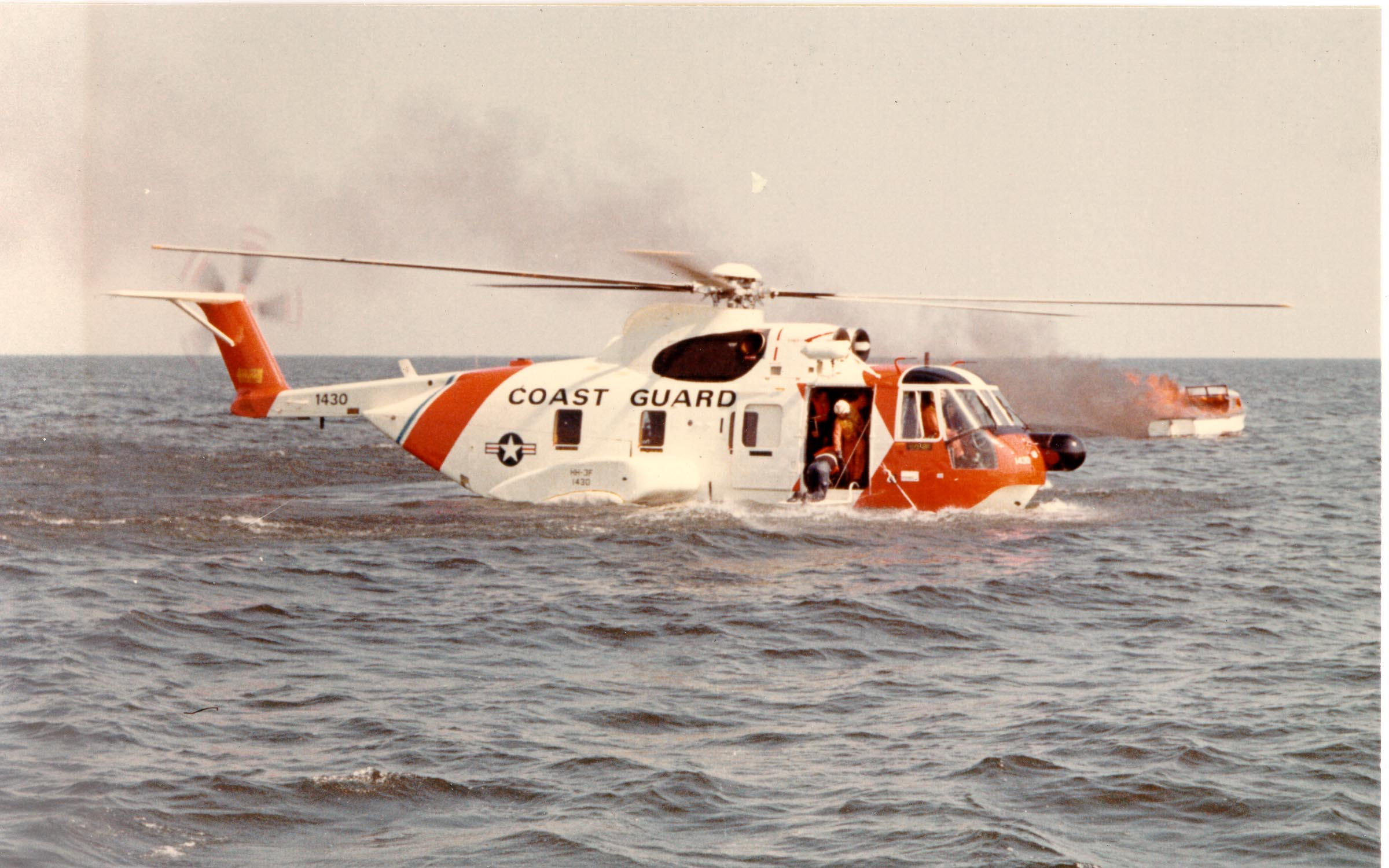
Wasserung einer Sikorsky HH-3F Pelican der US-Küstenwache auf dem Meer bei einem brennenden Boot